# Taragi
Taragi (japanska: 多良木町?, Taragi-machi) är en landskommun (köping) i Kumamoto prefektur på ön Kyūshū i södra Japan. 